# Sobradinho II
Sobradinho II è una regione amministrativa del Distretto Federale brasiliano.